# ديفي كروكيت (جهاز نووي)

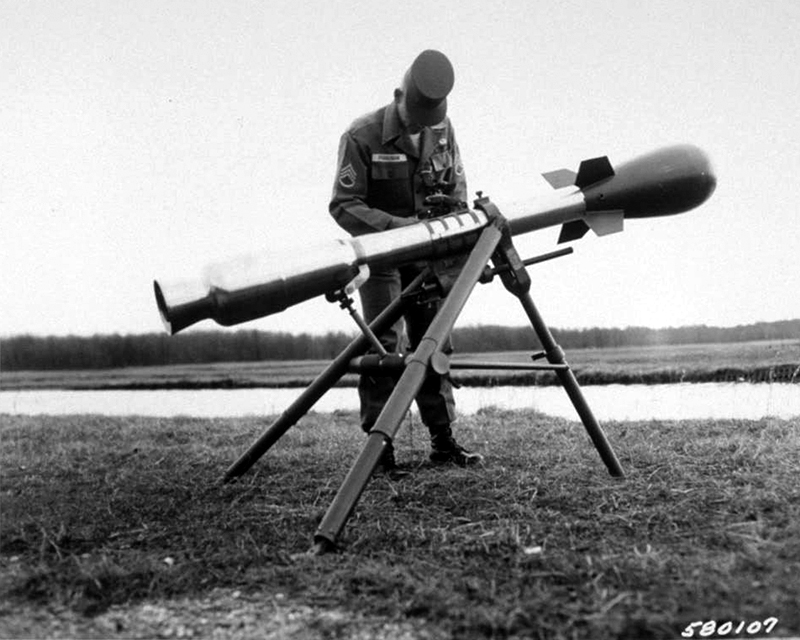
ديفي كروكيت في ماريلاند ، 1961

كان نظام الأسلحة إم-28 أو إم-29 ديفي كروكيت عبارة عن مدفع عديم الارتداد نووي تكتيكي (أملس الماسورة) لإطلاق قذيفة إم-388 النووية نشرته الولايات المتحدة خلال الحرب الباردة. كان واحد من أصغر أنظمة الأسلحة النووية التي بُنيت على الإطلاق، مع طاقة ناتجة تتراوح بين 10 و20 طن مكافئ تي إن تي (40-80 جيجا جول). وقد سمي على اسم البطل الشعبي الأمريكي والجندي وعضو الكونغرس ديفي كروكيت.

## تاريخ

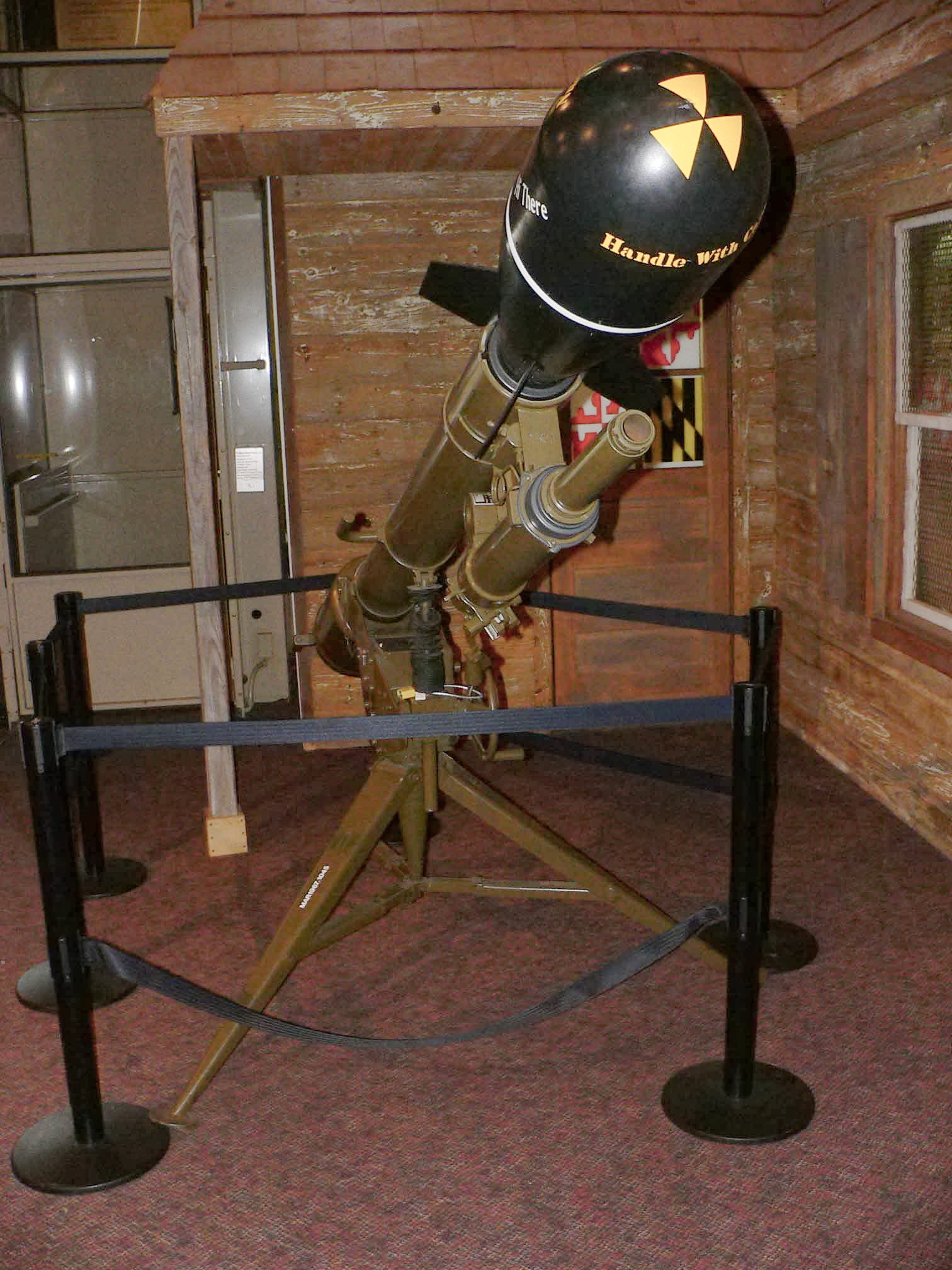
ديفي كروكيت محفوظ في متحف ذخائر جيش الولايات المتحدة

طُور مدفع ديفي كروكيت عديم الارتداد في أواخر الخمسينيات من القرن العشرين لكي يُستخدم ضد المدرعات والقوات السوفيتية والكورية الشمالية في حالة اندلاع حرب في أوروبا أو في شبه الجزيرة الكورية. خُصصت قطع ديفي كروكيت لجيش الولايات المتحدة في أوروبا ولسلاح ومدرعات الجيش الثامن التابع للولايات المتحدة ولكتائب المشاة الآلية وغير الآلية. أثناء استنفارات إلى الحدود الألمانية الداخلية في منطقة فجوة فولدا، رافقت مدافع ديفي كروكيت كتائبهم. كانت جميع كتائب المناورات القتالية للفيلق الخامس (بما في ذلك الفرقة المدرعة الثالثة) لديها مواقع محددة مسبقًا في فجوة فولدا. كانت تُعرف هذه المواقع باسم مواقع جي دي بّي (خطة الدفاع العامة). ضُمت قطع ديفي كروكيت إلى خطط النشر الدفاعية هذه. كان لدى الفيلق الخامس بالإضافة إلى مدافع ديفي كروكيت (على سبيل المثال، المخصص للفرقة المدرعة الثالثة)، قذائف مدفعية نووية وألغام بذخائر ذرية، وقد وجهت هذه الأسلحة أيضًا إلى فجوة فولدا. في شبه الجزيرة الكورية، خططت الوحدات المسلحة بأسلحة ديفي كروكيت بصورة أساسية لاستخدام الممرات التي كانت تمر عبرها المدرعات كممرات موت، ما أدى إلى إنشاء مناطق مشعة مميتة مؤقتة مقفلة بالدبابات وبالمركبات الأخرى.

## رأس حربي
استخدمت قذيفة إم-388 نسخة من الرأس الحربي إم كي-54، وهو جهاز انشطار نووي بمكافئ تي إن تي أقل من كيلو طن. كان إم كي-54 يزن حوالي 51 رطلاً (23 كيلوغرام)، مع طاقة ناتجة تتراوح بين 10 و20 طنًا من مكافئ تي إن تي، وهو قريب من الحد الأدنى للحجم العملي لرأس حربي انشطاري، ويمكن مقارنة طاقته بالطاقة الناتجة عن أكبر القنابل التقليدية التي طُورت في ذلك الوقت. كانت الميزة الوحيدة التي يمكن اختيارها مع أي من إصدارات ديفي كروكيت (إم-28 وإم-29) هي مفتاح ارتفاع الانفجار على الرأس الحربي. كانت القذيفة الكاملة تزن 76 رطلاً (34 كيلوغرام). كان طولها 31 بوصة (79 سم) وقطرها 11 بوصة (28 سم) عند أوسع نقطة، أُدخل مكبس من عيار مُصغر في الجزء الخلفي من القشرة في ماسورة القاذفة من أجل إطلاق النار. تُركب القذيفة الذرية إم-388 على السدادة التي تدخل في الماسورة عبر فتحات الحربة. وبمجرد تفريغ الوقود الدافع، تُصبح السدادة المكبس المطلق للقذيفة الذرية إم-388: كان ذلك ضروريًا لأن القذيفة الانشطارية لا يمكن أن تخضع لتسارع عالٍ وأن السدادة / المكبس، بعملهما «كأنبوب دافع»، سهلا ذلك.